# Người Ndogo
Người Ndogo là một nhóm dân tộc đến từ Nam Sudan.
Họ có dân số ước tính khoảng 40.000 người, sống rải rác xung quanh Wau, Raga và Deim Zubier.